# جورج إيفانز (لاعب كريكت)
جورج إيفانز (24 ديسمبر 1915 - 11 أبريل 1965) (بالإنجليزية: George Evans)‏ هو لاعب كريكت أسترالي.

## وصلات خارجية
- جورج إيفانز على موقع إي آس بي آن كريك إنفو (الإنجليزية)